# Ángel Flores Torres
Ángel Flores Torres (Ciudad de México, 1969) es un director de cine, productor y actor mexicano.

## Biografía
Estudió la especialidad en dirección de cine y actuación en la Universidad de California en Los Ángeles. Comenzó su carrera cinematográfica en 1986 al lado de su padre, Ángel H. Flores Marini, director y productor de cine. A partir de 1990 trabajó como editor, productor y director en comerciales de televisión y a partir de 1992 se involucró en la realización de videos musicales para grupos del rock en español
Ha realizado más de un centenar de videos musicales para artistas como El Tri, Caifanes, Café Tacvba, Maldita Vecindad, Alejandro Sanz, Fobia, Santa Sabina, Panteón Rococó, Amandititita, Calle 13, El Gran Silencio, Sasha Sökol, Afro-Cuban All Stars, Aleks Syntek, Carlos Santana, David Bisbal, Paulina Rubio, Benny, Lila Downs, Reyli, Mijares y Gloria Trevi entre otros. Ha recibido varios premios MTV, entre ellos el People ́s Choice Award, máximo galardón que otorga anualmente esa televisora, por “Chilanga Banda”, de Café Tacvba, siendo hoy por hoy un referente indiscutible del género.
En el 2001 realizó y produjo su ópera prima, Piedras Verdes, película de largometraje independiente de su autoría, que llevó cerca de un millón de asistentes a las salas de cine, a la vez que recibió varios premios y reconocimientos nacionales e internacionales.
En el 2006 dirigió el cortometraje “Recompensa”, como parte de la película Sexo, amor y otras perversiones, donde también colaboraron Carlos Carrera, Gerardo Tort, Daniel Gruener y Gustavo Loza, entre otros.
En el 2008, se unió a la iniciativa de Gabriela Retes y cofundó la Escuela Viva Terramar A.C., proyecto alternativo de educación que abarca de preescolar a secundaria y que forma parte de la Red de Escuelas Asociadas a la UNESCO.
En el 2011, en co-realización con Rubén Albarrán, produjo el cortometraje de ficción “Entre lo profano y lo divino", de la serie “Fronteras”, para TNT.
En el 2013 estrenó Allá y en Tonces..., segundo largometraje de su autoría, donde produce, dirige y actúa una historia tragicómica y ruckera.
En el 2014 conceptualizó, documentó y produjo, para el Círculo Creativo de México, la serie de charlas «Aquí en corto» con la participación de Diego Luna, Carlos Reygadas, Xavier Velasco, Lynn Fainchtein, Eugenio Caballero, Michel Rojkind, Sergio Arau y Jis y Trino.
Conceptualizó y produjo Muestra Campeche 2016 y Muestra Querétaro 2017 donde, por medio de proyecciones callejeras al aire libre, se presentó lo mejor del cine contemporáneo en español del mundo.
Ha impartido cursos, talleres, diplomados, simposios y conferencias en la UNAM, Centro de Capacitación Cinematográfica, Centro Universitario de Estudios Cinematográficos, Universidad del cine AMCI, Universidad Iberoamericana, Universidad Anáhuac, Universidad del Valle de México, Tecnológico de Monterrey, Universidad La Salle, CIBEF y la Escuela de Cine Luis Buñuel.

## Filmografía

### Largometrajes y cortometrajes
- Piedras verdes (2001)
- «Recompensa» en Sexo, amor y otras perversiones (2006)
- Entre lo profano y lo divino (2011)
- Allá y en Tonces (2013)

### Documentales
- El rito del Balché (1994)   filmado en la comunidad lacandona de Nahá, Chiapas y adquirido por el British Museum of London
- La casa de maguey (1994) filmado en la comunidad otomí del Mezquital, Hidalgo realizado en colaboración con la fotógrafa y activista social Mariana Yampolsky
- El tremendo sonido Truku-traka (1993), para Maldita Vecindad y los Hijos del 5.º Patio.
- HC68, Heberto Castillo y el 68 (2019) basado en la participación del Ing. Heberto Castillo durante el movimiento estudiantil de 1968.

### Videos Musicales
- «Una pequeña parte de ti» de Aleks Syntek (1990)
- «Unos quieren subir» de Aleks Syntek (1990)
- «Ponte atento» de Caló (1990)
- «Pobre de ti» de Tijuana No (1992)
- «Mio» de Paulina Rubio (1992)
- «Nubes» de Caifanes (1992)
- «No dejes que» de Caifanes (1992)
- «Un gran circo» de Maldita Vecindad y los Hijos del Quinto Patio (1992)
- «Pachuco» de Maldita Vecindad y los Hijos del Quinto Patio (1992)
- «Contrabando y traición» de La Lupita (1993)
- «Cautivo de la calle» de La Castañeda (1993)
- «Yo te ando buscando» de Santa Sabina (1993)
- «Nieva nieva» de Paulina Rubio (1993)
- «Cibernoides» de Fobia (1993)
- «Tanta ciudad» de La Ley (1993)
- «La esquina de un mundo» de Tijuana No! (1993)
- «Paquita Disco» de La Lupita (1993)
- «Transfusión» de La Castañeda (1993)
- «La papa sin catsup» de Gloria Trevi (1994)
- «Don palabras» de Maldita Vecindad y los Hijos del Quinto Patio (1996)
- «Ojos negros» de Maldita Vecindad y los Hijos del Quinto Patio (1996)
- «No controles» de Café Tacvba (1996)
- «Chilanga banda» de Café Tacvba (1996)
- «Dime Jaguar» de Jaguares (1996)
- «Nunca te doblarás» de Jaguares (1996)
- «Así son mis días» de Control Machete (1997)
- «Virgen morena» de El Tri (1997)
- «Parece fácil» de El Tri (1997)
- «Zona del terror» de Sekta Core (1997)
- «Delfino el asesino» de Sekta Core (1997)
- «Supersónico» de La Lupita (1998)
- «Nostalgia»de El Tri (1998)
- «Nada me sale bien» de El Tri (1998)
- «Danzón» de Control Machete (1998)
- «Si señor» de Control Machete (1999)
- «Caliente» de Resorte (1999)
- «Aquí no es donde» de Resorte (1999)
- «Déjenme si estoy llorando» de El Gran Silencio (2001)
- «La ciudad de la esperanza» de Panteón Rococó (2004)
- «Todos somos piratas»de El Tri (2005)
- «Déjate caer» de Café Tacvba (2005)
- «Cada que» de Belanova (2007)
- «Volver a comenzar» de Café Tacvba (2009)
- «Nadie como tú» de Calle 13 (2009)
- «Te quiero más» de Pambo (2009)
- «Mi princesa» de David Bisbal (2009)
- «Esclavo de sus besos» de David Bisbal (2009)
- «Más de mil años» de Aleks Syntek (2010)
- «Sueño con serpientes» de Los Bunkers (2010)
- «Regalito 2.0» de Juanes (2011)
- «Calaveras» de Benny ft. Lila Downs (2012)
- «Mi marciana» de Alejandro Sanz (2013)
- «La música no se toca» de Alejandro Sanz (2013)
- «Boyfriend from Mexico» de Mariaxibit (2014)
- «Entre la espada y la pared» de Agrupación Cariño y Cristian Castro (2015)
- «Todo va a estar bien» de Meme (2016)
- «Te odio y te quiero» de Amandititita (2018)
- «Fake news holiday» de Supertrump (2019)
- «Lado oscuro» de Alejandra Guzmán (2021)
- «Revolucionario pacifista» de Pascal (2022)
- «Ser/No ser» de Lisboa 77 ft. Aleks Syntek (2023)
- «Tenías que ser tan cruel» de Shaila Dúrcal ft. Rocío Dúrcal (2023)

## Premios y reconocimientos
- Premios al Mejor Video del Año y Mejor Dirección en MTV Video Music Awards, People's Choice Award, 1997 por Chilanga Banda de Café Tacvba
- Mejor película en el XII Festival de Cine Cinemafest, Puerto Rico, 2000 por Piedras verdes
- Premio del Jurado de Estudiantes y Mejor Fotografía en el XV Festival de Cine Latinoamericano de Trieste, 2000 por Piedras verdes
- Premio a la mejor ópera prima del Festival de Cine de Santo Domingo, Dominicana, 2001 por Piedras verdes